# Красногорское сельское поселение (Тверская область)
Красногорское се́льское поселе́ние — упразднённое муниципальное образование в составе Калининского района Тверской области, существовавшее в 2005 — 2023 годах.
Административный центр поселения — село Красная Гора.

## Географические данные
- Общая площадь: 246,5 км².
- Нахождение: западная часть Калининского района.
  - Граничит:
    - на севере — с Заволжским СП,
    - на северо-востоке — с Никулинским СП,
    - на юго-востоке — с Верхневолжским СП,
    - на западе — со Старицким районом, Емельяновское СП, Архангельское СП и Васильевское СП.

Главные реки — Волга (по северной границе), Тьмака.

### Транспорт
Поселение пересекает автодорога 28К-0576 «Тверь—Ржев» (Старицкое шоссе).

## История
В 1940-50-е годы на территории поселения существовали Борисовский, Моркино-Городищенский и Некрасовский сельсоветы Калининского района и Афанасьевский и Бакунинский сельсоветы Емельяновского района Калининской области.
Образовано в 2005 году, включило в себя территорию Красногорского сельского округа.
Законом Тверской области от 26.05.2023 № 25-ЗО муниципальное образование было упразднено с включением всех населённых пунктов в состав Калининского муниципального округа.

## Экономика
Основные хозяйства: СПК «Крестьянин» и СПК «Большевик».

## Население
На 01.01.2010 — 2056 человек.

## Населенные пункты
На территории поселения находятся следующие населённые пункты:
| №  | Тип нп | Название           | Население (2008 год) |
| -- | ------ | ------------------ | -------------------- |
| 1  | село   | Красная Гора       | 626                  |
| 2  | дер.   | Антоново           | 9                    |
| 3  | дер.   | Асаевские Горки    | 1                    |
| 4  | дер.   | Афанасьево         | 7                    |
| 5  | дер.   | Беседы             | 14                   |
| 6  | дер.   | Борисково          | 0                    |
| 7  | дер.   | Володеево          | 33                   |
| 8  | дер.   | Гудово             | 11                   |
| 9  | дер.   | Доборшино          | 0                    |
| 10 | дер.   | Дубровки           | 20                   |
| 11 | дер.   | Заборье            | 2                    |
| 12 | дер.   | Зуево              | 6                    |
| 13 | дер.   | Колталово          | 867                  |
| 14 | дер.   | Курково            | 0                    |
| 15 | дер.   | Лаптево            | 0                    |
| 16 | дер.   | Моркино Городище   | 30                   |
| 17 | дер.   | Некрасово          | 393                  |
| 18 | дер.   | Пищулино           | 12                   |
| 19 | дер.   | Порядино           | 6                    |
| 20 | дер.   | Путилово           | 6                    |
| 21 | н.п.   | Путиловские Лагеря | 0                    |
| 22 | дер.   | Рубцово            | 14                   |
| 23 | дер.   | Сеславье           | 10                   |
| 24 | дер.   | Сельцо             | 4                    |
| 25 | дер.   | Сельцо-Подъелышево | 7                    |
| 26 | дер.   | Шалайково          | 11                   |
| 27 | дер.   | Шульгино           | 16                   |
| 28 | дер.   | Якшино             | 1                    |

## Известные люди
- Белова, Валентина Егоровна — Герой Социалистического труда (1960), свинарка совхоза «Большевик».
- Бабичев, Владимир Иванович — глава города Твери (2005—2012), уроженец д.Колталово

## Достопримечательности
Церковь Воскресения (1804 год) — с. Красная Гора (Воскресенское-Собакино) — архитектурный ансамбль регионального значения.
В 1933 году на Волге в районе деревень Путилово и Моркино Городище снимался фильм «Чапаев».